# Долина простаков
«Долина простаков» (нем. Tal der Ahnungslosen) — саркастическое название регионов ГДР, в которых западное телевидение и УКВ-радио ловились плохо. В частности, это относилось к области вокруг Грайфсвальда на северо-востоке ГДР и к району Дрездена, в которых приём был сильно затруднён.
Жители этих территорий считались в ГДР плохо информированными, потому что получали информацию только по длинным, средним и коротким волнам, а также из цензурируемых СМИ ГДР. Их число составляло примерно 15 % от всего населения ГДР.

## Размер области

Примерная зона приёма телепрограмм ARD в ГДР и расположение передатчиков.

Термин обычно употреблялся в отношении долины Эльбы у Дрездена, аббревиатура ARD часто сатирически расшифровывалась как «кроме Дрездена» (нем. Außer Raum Dresden) или «кроме Рюгена и Дрездена» (нем. Außer Rügen und Dresden). Фактически «долина простаков» включала не только долину Эльбы у Дрездена, но и большую часть Восточной Саксонии (особенно части Верхней Лужицы) и Западной Померании. Все остальные районы ГДР находились в зоне действия передатчиков, расположенных либо в Западной Германии, либо в Западном Берлине.

## Последствия
Исследование (Kern and Hainmueller, 2009), основанное на анализе документов Министерства государственной безопасности ГДР, выявило, что население в районах с плохим приёмом сигналов западного телевидения и радио было менее удовлетворено политической системой, чем в районах с хорошим приёмом сигналов. Авторы объясняют это тем, что западные СМИ использовались в первую очередь как источник развлечения (и бегства от реальности), а не для получения альтернативной информации о режиме ГДР. Виртуальная эмиграция, очевидно, снижала уровень недовольства и тем самым стабилизировала режим СЕПГ.

## Употребление в современной речи
Этот сатирический термин до сих пор используется в отношении общин и регионов Германии с отсутствующим или плохо развитым широкополосным доступом в интернет.